# Здание ГУВД Москвы
Зда́ние ГУ МВД Росси́и по го́роду Москве́ (также известно как Петровские казармы и Петровка, 38) — архитектурный памятник, расположенный на улице Петровка Центрального административного округа Москвы. Предположительно построено по проекту архитектора Осипа Бове в стиле классицизма в 1800 году. В 1827-м перестроено по планам архитектора Фёдора Шестакова. В 1950-е годы дом был реконструирован под руководством архитектора Бориса Мезенцева в духе сталинского ампира. Здание использовалось для различных нужд, после Октябрьской социалистической революции в нём располагается ГУВД Москвы.

## История

### XIX век
Во второй половине XVIII века на месте здания располагалось подворье князей Щербатовых. Усадебный дом в стиле раннего ампира, предположительно построенный по проекту архитектора Осипа Бове, появился на его территории в 1800 году.
В 1816 году здание приобрело военное ведомство для размещения батальонов, занимавшихся ремонтными и строительными работами по благоустройству города. Особняк был переоборудован в казармы. В связи с близким расположением к Петровским воротам Белого города дом получил название «Петровские казармы».
В 1827 году под руководством архитектора Фёдора Шестакова здание было перестроено, после чего стало использоваться как место предварительного заключения. В 1834-м среди арестантов, помещённых в Петровские казармы, был поэт и общественный деятель Николай Огарёв, затем описавший место заключения в поэме «Тюрьма»:
Широкий, плоский двор.
Кругом
Забор с решёткою железной.
Середь двора высокий дом,
Где век проводят бесполезно
Полки замученных солдат,
Всю жизнь готовясь на парад.
Покои — точно коридоры —
Темны и длинны; тускло взоры
Кроватей видят два ряда
В 1842 году в Петровских казармах разместились Управление 2-го округа Корпуса жандармов и прикомандированный к нему жандармский батальон.

### XX век
После Октябрьской революции дом был передан московской милиции. По состоянию на 1927 год кроме главного здания в её распоряжении были также служебные и хозяйственные постройки XIX века. В 1931 году в бывший особняк был переведён Московский уголовный розыск. В том же году в главном здании ГУВД Москвы открыли Музей истории Московского уголовного розыска. Музей располагался там до своего закрытия в 1979-м. В 2015 году он был восстановлен в другом здании комплекса.
В 1952—1958 годах дом был перестроен по проекту архитектора Бориса Мезенцева. В результате реконструкции выполненный в стиле ампира каменный двухэтажный особняк с пристроенными боковыми флигелями утратил свой первоначальный облик. На его основе было создано шестиэтажное здание, крылья которого образовали глубокий курдонёр. Боковые фасады здания, обращённые во двор, имели характерную для сталинского ампира структуру: три нижних этажа надстроенных флигелей заняли лоджии с арочными проёмами, верхние этажи украсили четырёхколонные портики с фронтонами.
В 1977 году во внутреннем дворе здания был установлен бюст главе ВЧК Феликсу Дзержинскому работы скульптора Анатолия Бичукова. 
После августовского путча 1991 года 23 августа 1991 года с утра у здания московского уголовного розыска на Петровке начался многолюдный митинг. Участники митинга настаивали на назначении генерала МВД Комиссарова начальником ГУВД Москвы. Возле здания собиралась большая толпа. Смельчаки начали взбираться на металлическую ограду. Начались беспорядки, возникла опасность захвата оружия.
Дело взяла в свои руки пользовавшаяся авторитетом мэрия Москвы. Городская администрация решила направить массы к зданию ЦК КПСС, находившемуся за несколько километров от здания ГУВД на Петровке. Многие не хотели уходить, ведь милиционеры и оружие уже почти оказались в их руках. Однако другие ещё воспринимали партию как источник и символ власти. Толпа послушалась. В итоге, штурм здания ГУВД удалось избежать. 
Сотрудники милиции, узнав, что толпа только что снесла памятник "железному Феликсу" на Лубянской площади и направляется на Петровку, чтобы предотвратить штурм здания, демонтировали бюст главе ВЧК Феликсу Дзержинскому и передали его в коллекцию Музея истории московской милиции.
Много лет спустя, 8 ноября 2005 года снесённый в августе 1991 бюст Дзержинского был возвращён во двор ГУВД.

### Современность
Проект реновации комплекса зданий на Петровке, 38 начали разрабатывать в 2013 году. Согласно информации, размещённой на сайте государственных закупок, на реставрацию главного здания ГУВД Москвы планировалось потратить 2 миллиона 822 тысячи рублей. В ходе восстановительных работ предполагалось оштукатурить и покрасить стойкими акриловыми красками фасад особняка, отремонтировать гранитный цоколь дома и облицевать его стены гранитными плитами. В рамках реконструкции внутреннего двора планировалось также разбить зимний сад.
Летом 2016 года начался масштабный ремонт корпусов зданий ГУВД Москвы. Были проложены инженерные сети, обновлены обветшалые строения, между некоторыми из них построены надземные переходы. Подвалы главного здания обустроили под служебные помещения. В честь Дня сотрудника органов внутренних дел во внутреннем дворе главного здания осенью того же года был торжественно открыт памятник героям фильма «Место встречи изменить нельзя».
Согласно сообщениям начальника ГУВД Москвы Анатолия Якунина, в 2016 году также должно было начаться возведение «классической реплики» главного корпуса, дополненной вертолётной площадкой, однако строительные работы были перенесены на весну 2017 года. Весной 2018-го состоялось торжественное открытие нового здания.
В 2018-м правительство Москвы объявило о планах установить в сквере у ГУВД Москвы бронзовый памятник генералу уголовного сыска Российской империи Аркадию Кошко.

## В кинематографе
- В 1971 году бывший особняк был впервые показан в детективном сериале «Следствие ведут ЗнаТоКи». Считается, что традиция снимать здание ГУВД Москвы в кино о работниках уголовного розыска началась со съёмок этого сериала[6].
- В 1979-м внутренний двор дома попал в кадры фильма «По данным уголовного розыска…»[6].
- Внутри здания также снималась картина «Петровка, 38» по одноимённому роману писателя Юлиана Семёнова[20].
- В конце 1990-х — начале 2000-х у здания проходили съемки сериала «Каменская».